# Govenia utriculata
Govenia utriculata är en orkidéart som först beskrevs av Olof Swartz, och fick sitt nu gällande namn av John Lindley. Govenia utriculata ingår i släktet Govenia och familjen orkidéer. Inga underarter finns listade i Catalogue of Life.

## Bildgalleri

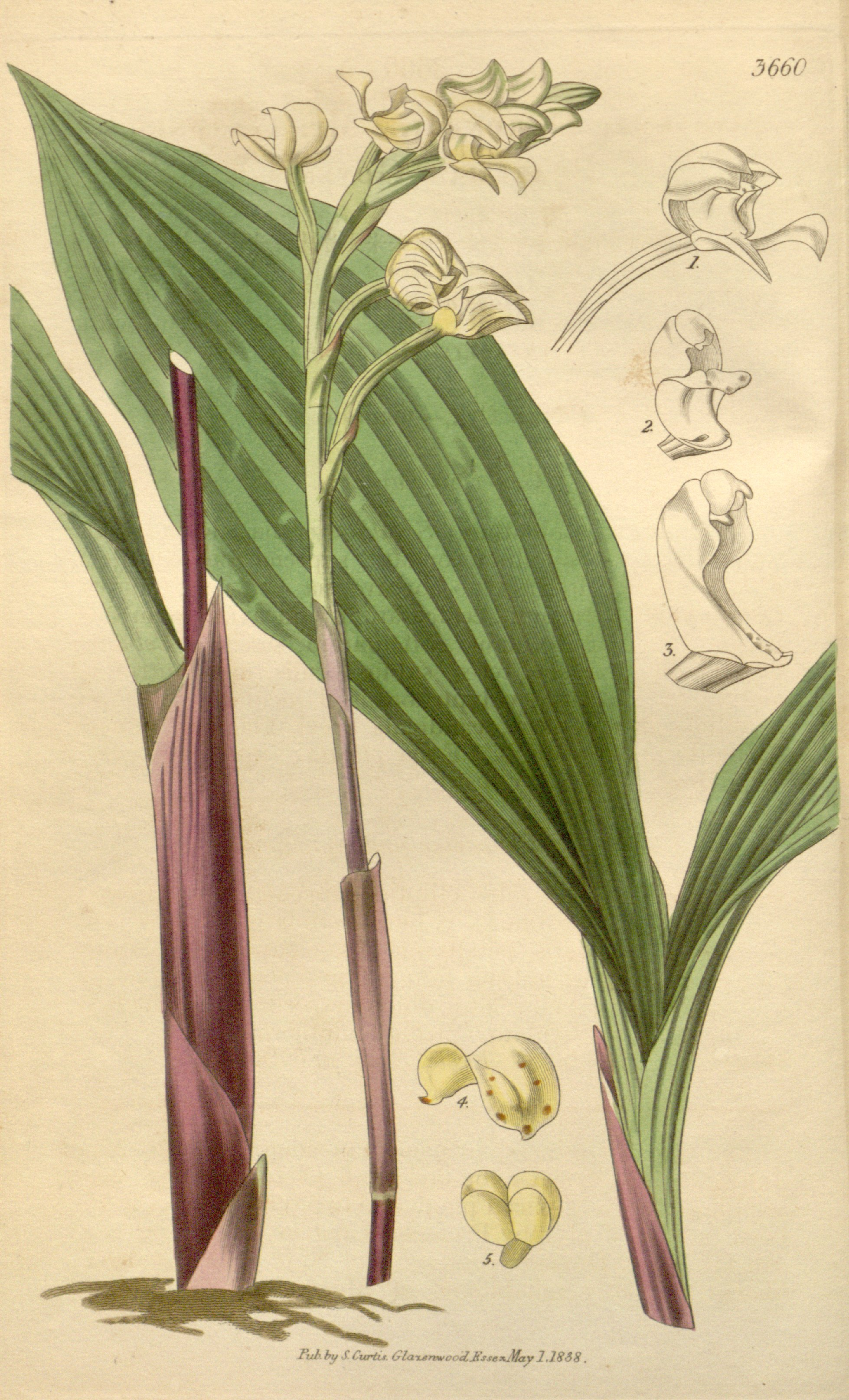
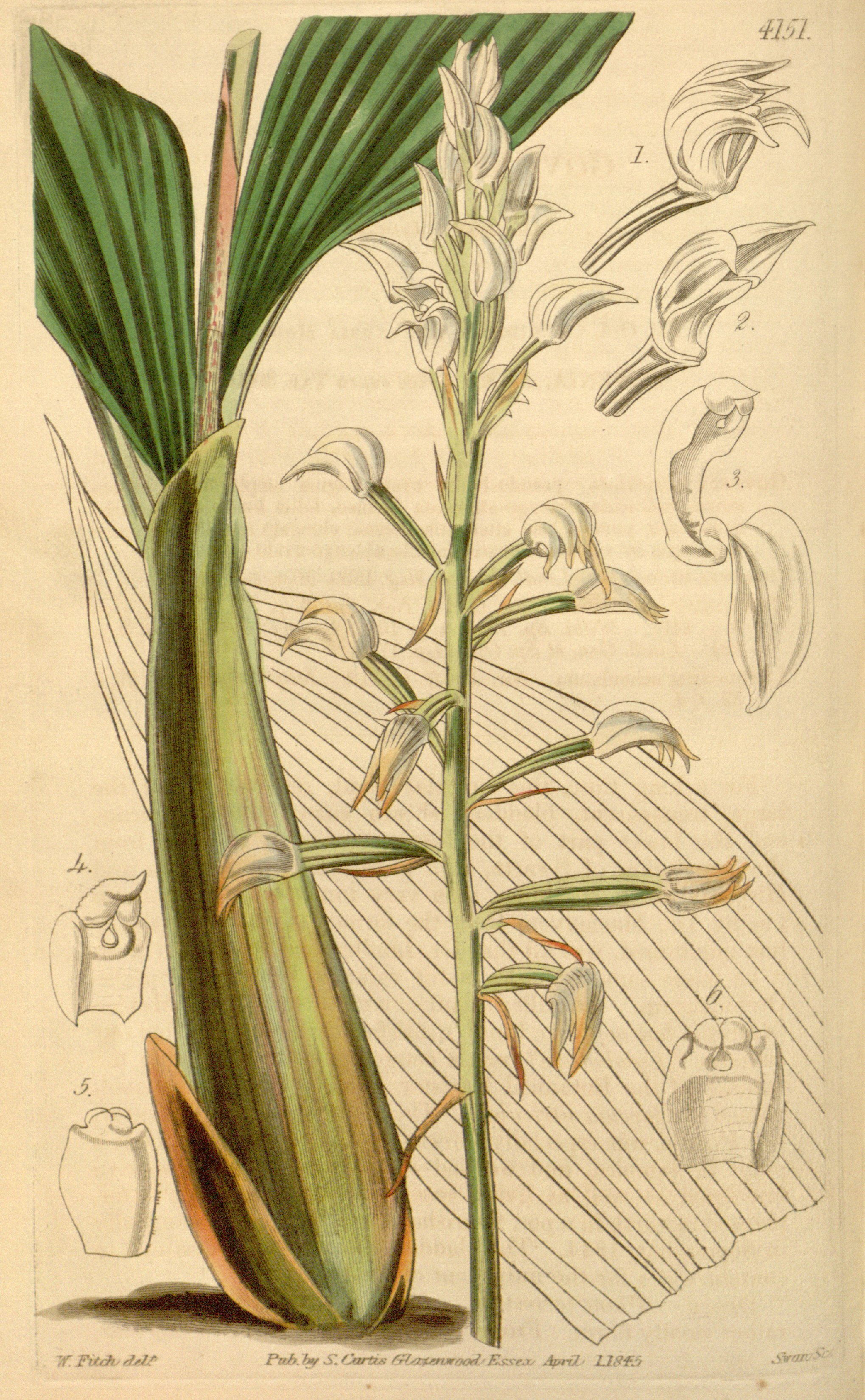
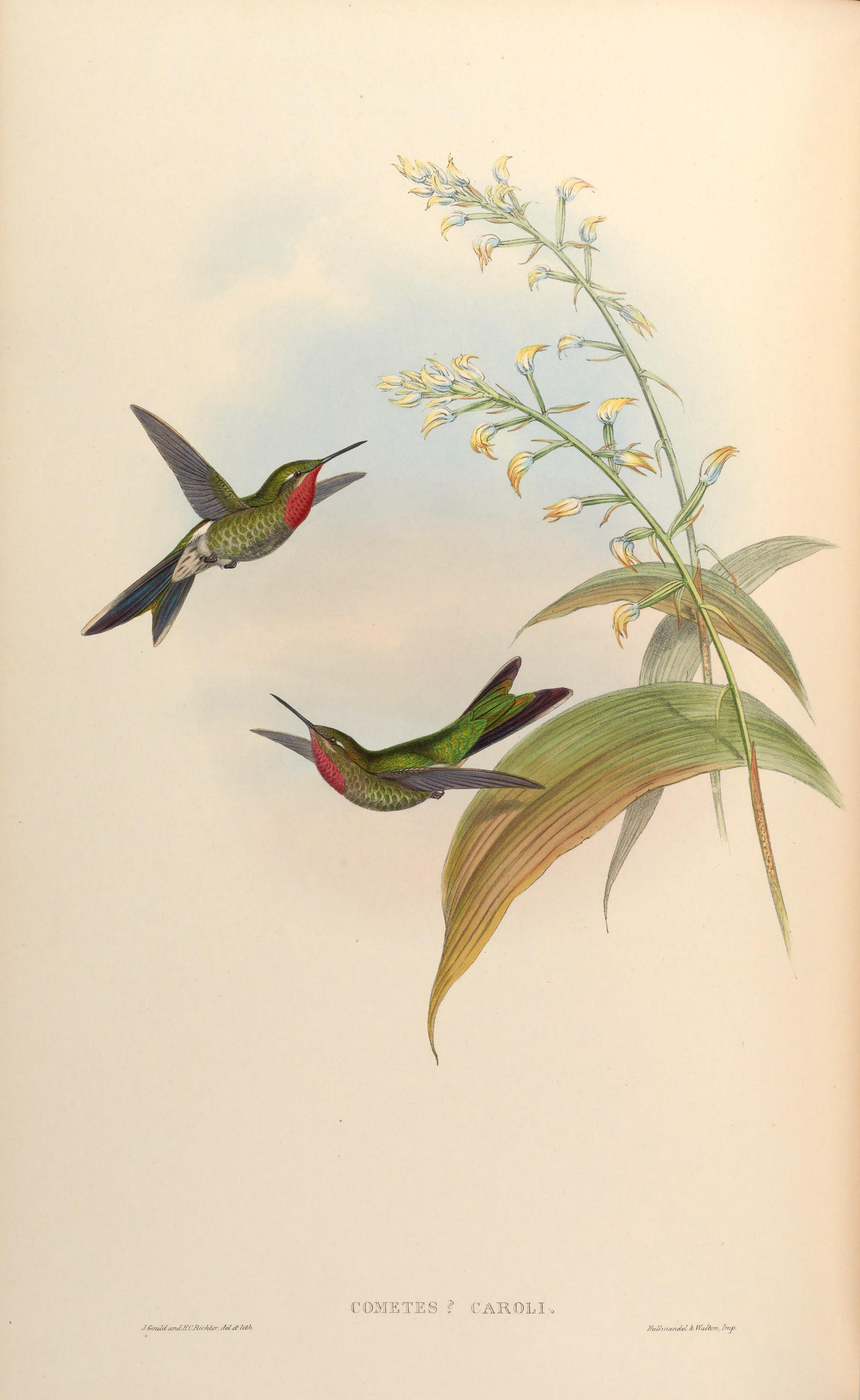
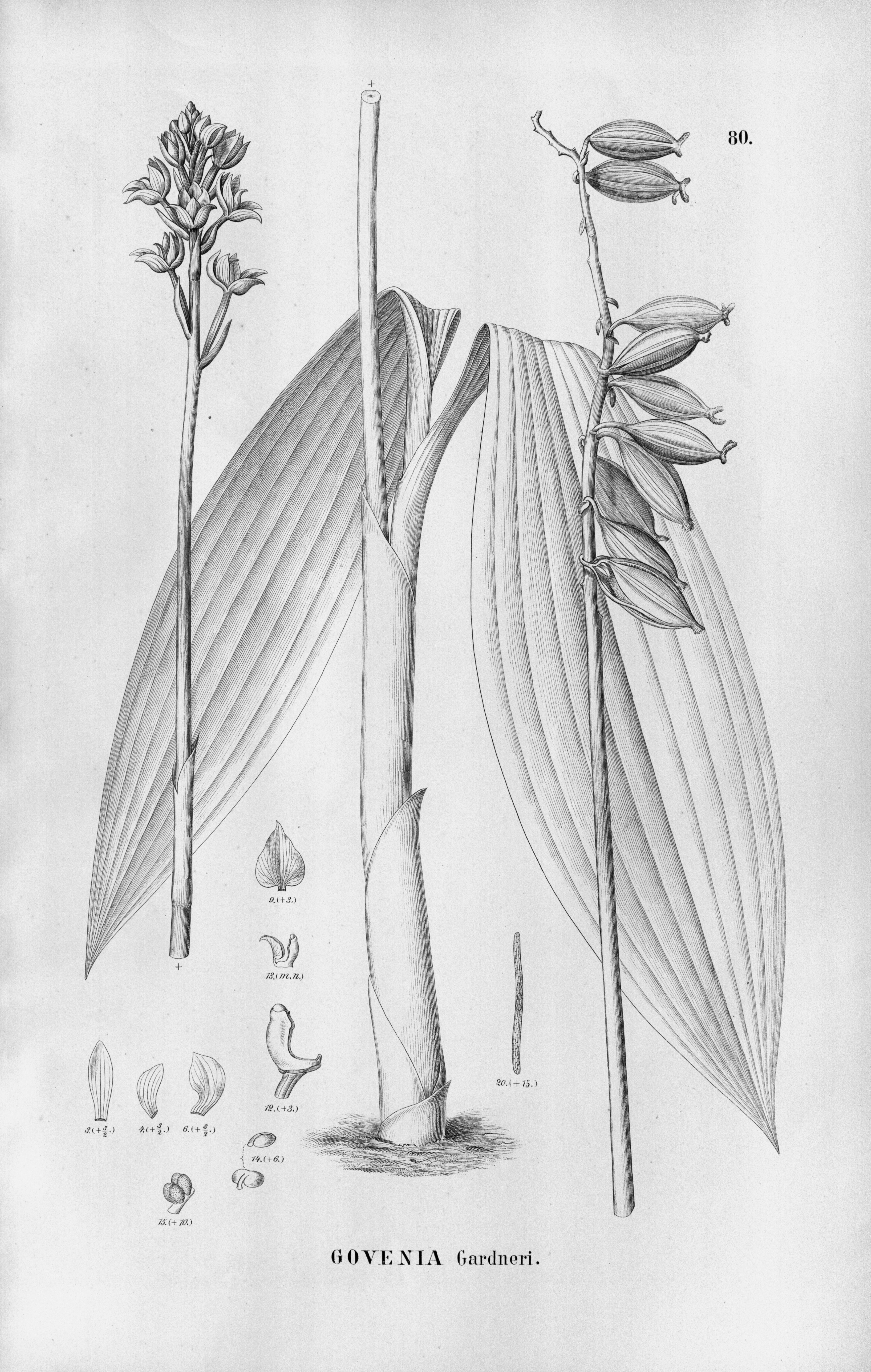